# Episema minuta
Episema minuta là một loài bướm đêm trong họ Noctuidae.